# Csorba Sámuel
Csorba Sámuel (19. század) hivatalnok, költő.
Komáromban tevékenykedett, 1820-ban a pozsonyi jogi akadémián tanult. Nyomtatásban megjelent munkái:
1. Nagym. gr. Szapáry József ő excellentiájának, midőn neve napját innepelné… készült szives tiszteletzálog a hazai törvényeket tanuló magyar ifjuság nevében. Pozsony, 1820. (Költemény.)
2. Beszéd, melyet nagymélt. gr. Nádasdy Leopold eő excellentiájához, t. Komárom vármegye főispáni szék administrátorához, midőn 1824. eszt. sz. András hava 25. Rév-Komáromban, ugyanazon nemes megyének közgyülését ülné, intézett. Komárom.
3. Tisztelet, melyel Ghyczy Ferencz úrnak Komárom várm. első alispánjának az 1825. új esztendő feltetszésén udvaról. Uo.
4. Vörösmarty Mihályhoz (1827. febr. 1.) irt és gr. Nádasdy Mihály hamvai felett (1827. július 10.) mondott verseinek censurai kézirata megvan az Országos Széchényi Könyvtár kézirattárában.